# هرمان پیستر
هرمان پیستر (به آلمانی: Hermann Pister) (زاده ۲۱ فوریه ۱۸۸۵، مرگ ۲۸ سپتامبر ۱۹۴۸) یک نظامی آلمانی در دوره رایش سوم و از ۲۱ ژانویه ۱۹۴۲ تا آوریل ۱۹۴۵ فرمانده اردوگاه مرگ بوخن‌والد بود.